# Krister Hagéus
Gösta Krister Göstasson Hagéus, född 2 februari 1937 i Engelbrekts församling i Stockholm, död 7 november 2004, var en svensk filmproducent och produktionsledare.

## Producent
- 1974 – Rännstensungar
- 1976 – Djungeläventyret Campa, Campa
- 1977 – 91:an och generalernas fnatt